# Mieszko II (roi de Pologne)
Pour les articles homonymes, voir Lambert et Mieszko.
Pour Mieszko II, duc d’Opole et de Racibórz, voir Mieszko II l'Obèse.
Mieszko II Lambert ( audio) (990-1034) a été roi et duc de Pologne.

## Prince de Pologne
Fils de Boleslas Ier le Vaillant et d’Emnilda de Lusace, il est né en 990. Il a appris à lire et à écrire, il connaissait le latin et le grec, ce qui lui donnait un niveau d’érudition très élevé pour l’époque.
Il est très vite devenu le plus proche collaborateur de son père. En février 1013, il est envoyé par son père auprès d'Henri II afin de négocier la paix entre la Pologne et l'Empire romain germanique.
La même année, il épouse Richezza de Lorraine (ou Ryksa) (connue aussi sous le nom de Richeza von Bonngau), de la dynastie des Ezzonides, nièce d’Othon III et fille du comte palatin Ezzo de Lotharingie (connu aussi sous le nom d’Erenfried Von Bonngau). En 1014, à la demande de son père, il se rend en Bohême pour y effectuer un travail subversif. Il est arrêté et ne sera rendu à son père que contre le paiement d’une rançon. En 1016, Richeza (Ryksa) donne naissance à Casimir Ier le Restaurateur.

## Roi de Pologne
À la mort de Boleslas Ier, le 17 juin 1025, Mieszko lui succède. Il est couronné par Hipolit, l'archevêque de Gniezno, le 25 décembre 1025.
Cette succession n’est pas acceptée par ses deux frères, Bezprym, qui est l'aîné et serait en droit de régner, et Otto, qui se trouvent un allié en la personne de Conrad II le Salique en proie à des problèmes succession en Bavière avec la Bourgogne, la Lotharingie et la Hongrie, alliés de Mieszko.
En 1026, Mieszko affronte une sérieuse rébellion suscitée par ses deux frères et Conrad II. Le complot échoue, obligeant Bezprym à s’exiler dans la Rus' de Kiev. Cette rébellion empêche Mieszko de soutenir une révolte dans le Saint-Empire alors que l'empereur est à Rome.
En 1028, Mieszko attaque la Saxe pendant que Canut le Grand lance une offensive contre la Norvège et qu'Étienne Ier de Hongrie attaque le Saint-Empire. Mieszko pille et ravage la Saxe orientale avant de se diriger vers l’embouchure de l’Oder pour remettre de l’ordre en Poméranie occidentale. En 1029, Conrad lance une attaque de représailles contre la Pologne alors que les Tchèques reprennent la Moravie. Mieszko repousse l’offensive de l’empereur dans la région de Bautzen (en Lusace).
En février 1030, Mieszko lance une nouvelle attaque contre la Saxe. Avec les Luticiens, il pille la région entre la Saale et l’Elbe, alors que les Hongrois attaquent la Bavière. En été, Conrad et les Tchèques lancent une contre-offensive qui se solde par une défaite contre les Hongrois tandis que Mieszko est appelé sur sa frontière orientale à la suite de la prise de Bełz par la Rus' de Kiev.
En septembre 1031, le Saint-Empire et la Rus' de Kiev lancent une offensive contre la Pologne alors que Bezprym déclenche une nouvelle rébellion. L’empereur reprend la Lusace. La Rus' de Kiev s’empare des places fortifiées de Ruthénie rouge et de la région de Przemyśl. Mieszko se réfugie chez Ulrich de Bohême où il est probablement émasculé. Bezprym prend le pouvoir et reconnaît la suzeraineté de l’empereur. La Pologne redevient un duché.

## Duc de Pologne
Le 7 juillet 1032, après l'assassinat de Bezprym, l'empereur divise la Pologne entre Mieszko, Otto et leur cousin Dytryk (pl), petit-fils de Mieszko Ier. Mieszko II renonce à son titre de roi, reconnaît la suzeraineté de l’empereur et restitue la marche de Lusace et la marche de Misnie à l'Empire (rencontre de Mersebourg).
À la mort d'Otto en 1033, Mieszko II s’empare de son territoire. Ensuite, il chasse Dytryk et réunifie la Pologne pendant que Conrad II est aux prises avec les Luticiens et les Tchèques. Mieszko II meurt le 10 mai 1034, sans doute assassiné à la suite d'un complot de l’aristocratie. Il s’ensuivra une période de chaos.
Pour la postérité, il restera comme Mieszko II Lambert l’Indolent, à la suite de sa fin de règne catastrophique. Ses restes se trouvent dans la crypte de la basilique-archicathédrale Saint-Pierre-et-Paul de Poznań.

## Mariage et descendance
Vers 1013, à Mersebourg Mieszko II épouse Richezza de Lorraine (1000 - 21 mars 1063), ils eurent 4 enfants :
- Boleslas ;
- Casimir (25 juillet 1016 - 19 mars 1058), duc de Pologne (1039-1058) ;
- Richezza (v. 1018 - ap. 1060), épouse de Béla Ier de Hongrie ;
- Gertrude (1025 - 4 janvier 1108), épouse d'Iziaslav Ier de Kiev.